# Pațkanovo, Ujhorod
Pațkanovo (în ucraineană Пацканьово) este o comună în raionul Ujhorod, regiunea Transcarpatia, Ucraina, formată numai din satul de reședință.

## Demografie
Componența lingvistică a comunei Pațkanovo
     Ucraineană (99,35%)
     Alte limbi (0,65%)
Conform recensământului din 2001, majoritatea populației comunei Pațkanovo era vorbitoare de ucraineană (99,35%), existând în minoritate și vorbitori de alte limbi.